# Hoszana Raba

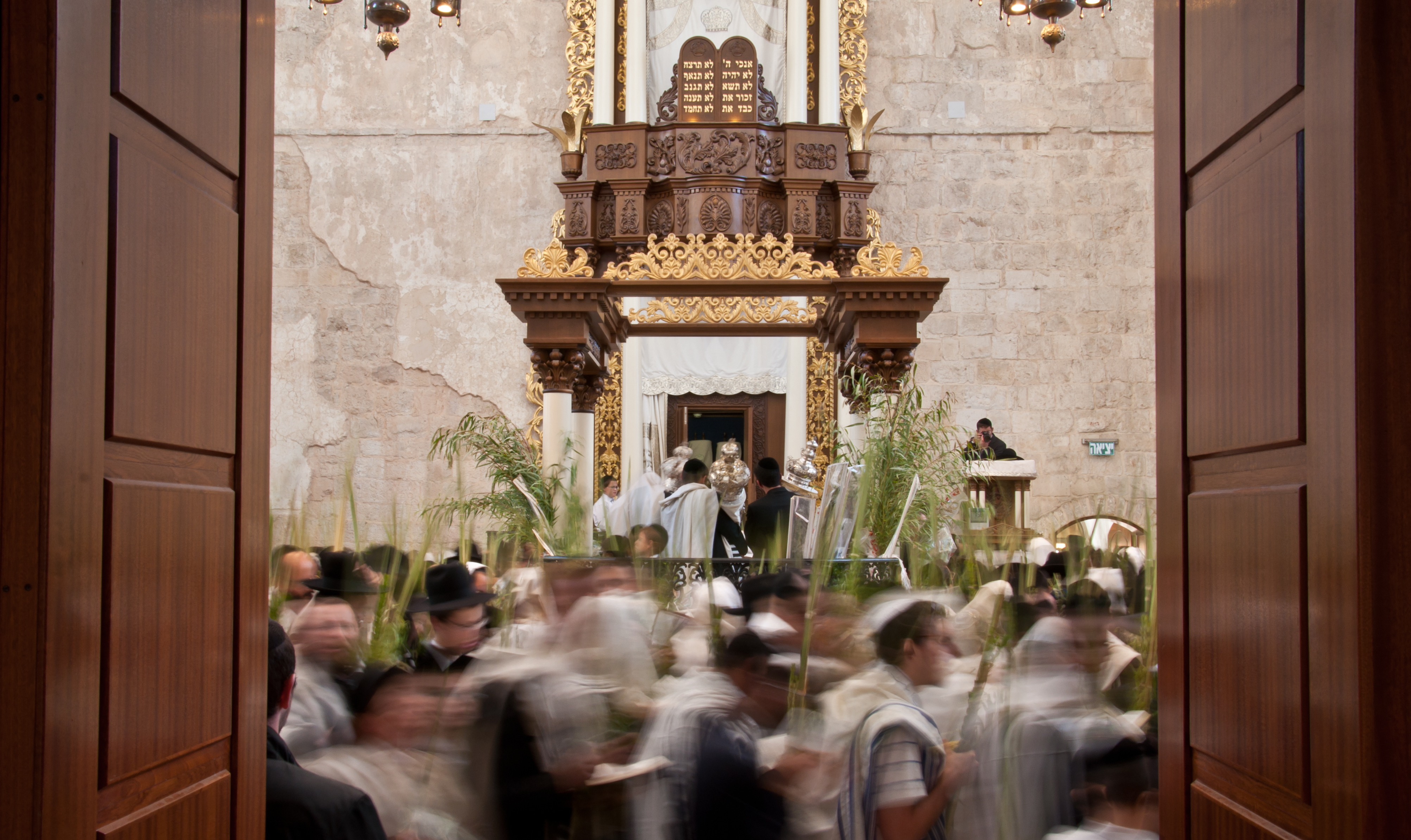
Uroczystości Hoszana Raba w synagodze Hurwa w Jerozolimie

Hoszana Raba, Hojszane Rabe (hebr. הושענא רבא, Wielka Hosanna) – siódmy dzień żydowskiego święta Sukkot (21 dzień miesiąca tiszri), podczas którego procesja chodzi siedem razy wokół synagogi, po czym uderza gałązkami o ziemię.
Nazwa święta pochodzi z Psalmu 118. W czasach Świątyni Jerozolimskiej odbywała się wówczas uroczystość, podczas której kapłani siedem razy okrążali ołtarz, trzymając w rękach gałązki wierzby (arawa) i następnie uderzając nimi o ziemię. Nawiązywało to do siedmiu okrążeń Jozuego wokół Jerycha. Po zburzeniu Świątyni obrzęd zachowano, okrążano wówczas bimę w synagodze.
Według niektórych uczonych w tym dniu ostatecznie zatwierdzany był Sąd Boży, rozpoczęty w dniu Rosz ha-Szana i zakończony w Jom Kipur.